# Â̤
Â̤, â̤ – litera rozszerzonego alfabetu łacińskiego, powstała poprzez połączenie litery A z dierezą i akcentem przeciągłym. Wykorzystywana jest w zapisie języka puxian alfabetem łacińskim. Używana jest do oznaczenia dźwięku [e˧˥˧], tj. samogłoski półprzymkniętej przedniej niezaokrąglonej wymawianej z tonem wzrastającym z poziomu średniego na wysoki, a następnie opadającym z powrotem na poziom średni.

## Kodowanie
| Forma     | Wygląd | Części składowe | Części składowe | Części składowe | Kodowanie            |
| --------- | ------ | --------------- | --------------- | --------------- | -------------------- |
| majuskuła | Â̤      | U+0041 A        | U+0324 ◌̤        | U+0302 ◌̂        | U+0041 U+0324 U+0302 |
| minuskuła | â̤      | U+0061 a        | U+0324 ◌̤        | U+0302 ◌̂        | U+0061 U+0324 U+0302 |